# Okarito
Okarito är en lagun på västkusten av den nyazeländska Sydön. Lagunen ligger 130 kilometer söder om Hokitika, och omfattar cirka 12 km², vilket gör den till det största intakta våtmarken på Nya Zeeland. Flera mindre floder har sitt utflöde i lagunen och det är avrinningsområde för Lake Mapourika. I lagunen häckar bland annat en mängd vadare och hägrar. I skogarna i området lever även okaritokivin.
Okarrito är också namnet på en kustby i södra änden av okaritolagunen. Under guldrushen i mitten av 1800-talet var Okarito den största staden i området med 1 500 invånare, men idag bor där ungefär ett 30-tal personer permanent. Den gamla byskolan fungerar som vandrarhem.